# Уланівський замок
Уланівський замок — замок, ймовірно, збудований у XIV столітті як сторожова вежа, що захищала місцеве населення від кримськотатарських нападів.

## Історія
У 1552 році ці землі були передані польським королем Сигізмундом Августом Яну, Юрію, Лукашу та Петру Дукадзіновичам з Македонії. Їхня доля залишається невідомою, оскільки в 1570 році землі були орендовані Рафаїлом Сенявським, сином Миколи, великого коронного гетьмана. Після 1615 року орендарем замку був Павел Уханський. Під час козацьких війн замок був зруйнований. У 1765 році власником земель став Юзеф Чосновський, староста Вінницький. Пізніше власники міста змінилися, і від замку залишилися лише руїни.

## Архітектура
У 1570 році на штучно піднятому пагорбі стояв невеликий замок з трьома вежами, кількома кімнатами, захищений частоколом і без озброєння. Близько 1615 року замок було розширено. До старого замку були прибудовані нові приміщення, а навколишній частокіл і вежі були укріплені. Однак озброєння було не найкращим. У замку була одна власна гармата і 50 гаківниць. З трьох боків будівля була оточена ставком. Юзеф Чосновський перебудував фундамент, оточений ставком і ровом. Було зведено цегляну будівлю, оточену старими валами.